# Aeroportul Tchien
Aeroportul Tchien (IATA: THC, ICAO: GLTN) este un aeroport din Liberia ce deservește zona Zwedru⁠(d).
Situat la o altitudine de 73 m, aeroportul dispune de o singură pistă.